# NGC 7814
NGC 7814 (المعروفة أيضا باسم UGC 8 - Caldwell 43). ويشار إليه أحيانا باسم سومبريرو الصغيرة لإنها تشبة نسخة مصغرة من مجرة سومبريرو. NGC 7814 مجرة حلزونية في كوكبة الفرس الأعظم تقع على بعد يقدر بحوالي 40 مليون سنة ضوئية عن الأرض (12.2 ± 0.8 Mpc). وتشاهد من الأرض من منظر جانبي أي أن حافتها مواجة للأرص. سومبريرو الصغيرة لديها انتفاخ مركزي وهالة ساطعة من الغاز المتوهج يمتد إلى الفضاء.
وفي الواقع سومبريرو الصغيرة تقريبا نفس حجم المجرة الساطعة مجرة سومبريرو إذ أنها تمتد لحوالي 60,000 سنة ضوئية عبر السماء، ولكنها بعيدة جدا، وهكذا تبدو أصغر في السماء.

## وصلات خارجية
- على موقع ويكي سكاي: DSS2, SDSS, GALEX, IRAS, Hydrogen α, X-Ray, Astrophoto, Sky Map, Articles and images
- NOAO: NGC 7814
- NGC 7814 imaged via the Virtual Telescope robotic facility